# زبان‌های اوراسیایی
زبان‌های اوراسیایی (Eurasiatic) یک کلان‌خانواده زبانی پیشنهادی است که شامل بسیاری از خانواده‌های زبانی است که در طول تاریخ در شمال، غرب و جنوب اوراسیا صحبت می‌شده‌است.
شاخه‌های پیشنهادی اوراسیایی در میان مراجع متفاوت است، اما معمولاً شامل هندواروپایی، اورالی، آلتایی (مغولی، تونگوزی و ترکی)، چوکوتکا-کامچاتکایی و اسکیمو-آلیوت می‌شود - اگرچه گرینبرگ به جای آن از طبقه‌بندی بحث‌برانگیز اورالی-یوکاغیر استفاده می‌کند. شاخه‌های دیگری که گاهی شامل می‌شوند، خانواده‌های کارتولی، دراویدی، کره‌ای، ژاپنی و آینو هستند و گاه زبان‌های تک‌خانواده نیوخ و اتروسکی نیز به آن‌ها افزوده می‌شود. برخی از پیشنهادها اوراسیایی را با کلان‌خانواده‌های حتی بزرگتر، مانند نوستراتیک گروه‌بندی می‌کنند. باز هم بسیاری دیگر از زبان‌شناسان حرفه‌ای روش‌های استفاده‌شده را نامعتبر می‌دانند.